# Snipp, Snapp och Snut
Snipp, Snapp och Snut är en svensk animerad kortfilm för barn från 2016 regisserad, skriven och animerad av Cecilia Actis och Mia Hulterstam.

## Handling
Snipp, Snapp och Snut bor i en magiskt lervärld där det växer bullar och ballonger ur marken. De träffar andra små varelser som är läskiga, söta och jobbiga.